# Robert Hoffmann (Maler, 1868)

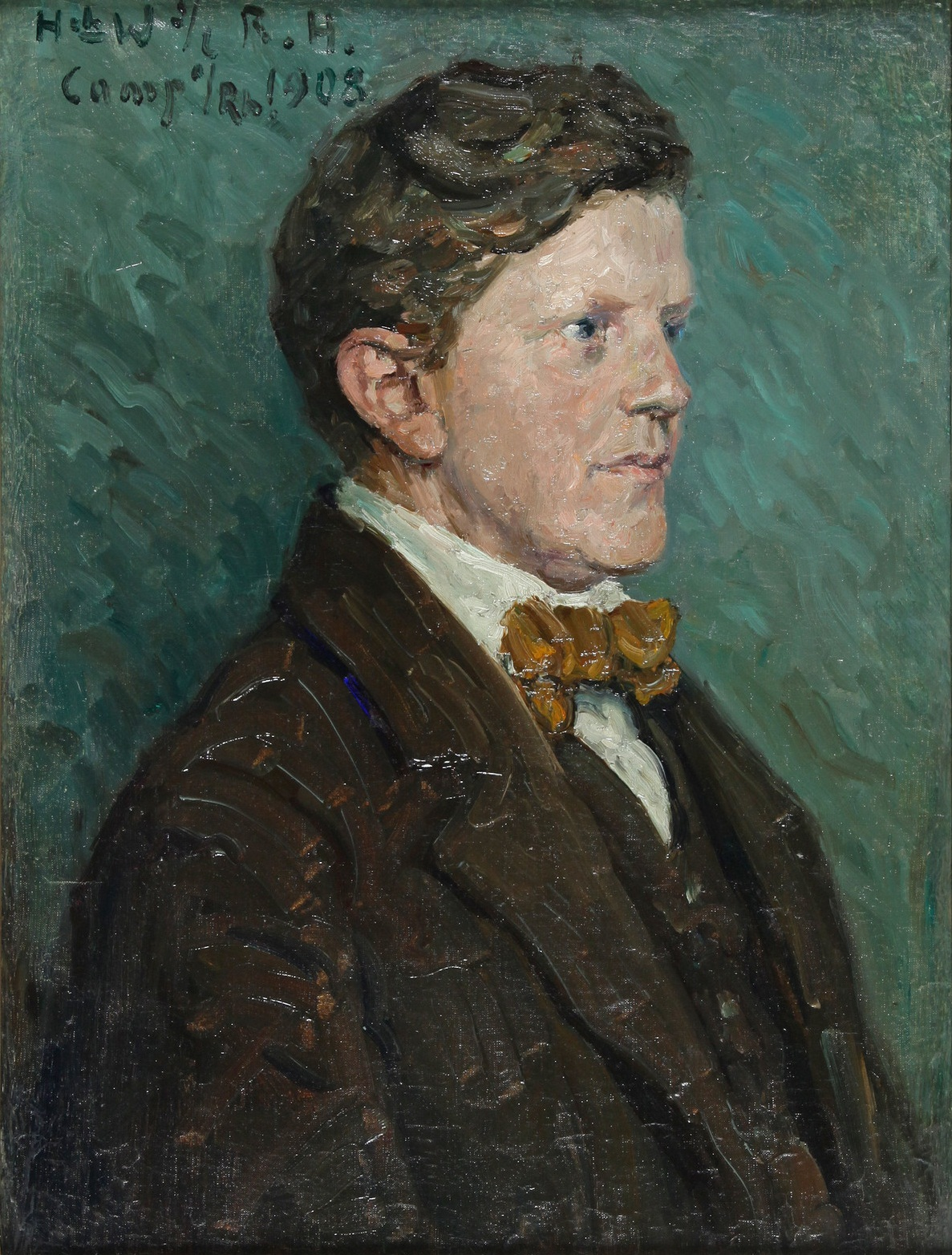
Robert Hoffmann, 1908 gemalt von Heinrich Werner (1867–1928)

Robert Hoffmann (* 10. Februar 1868 in Stuttgart; † 22. Oktober 1935 ebenda) war ein deutscher Landschaftsmaler.

## Leben

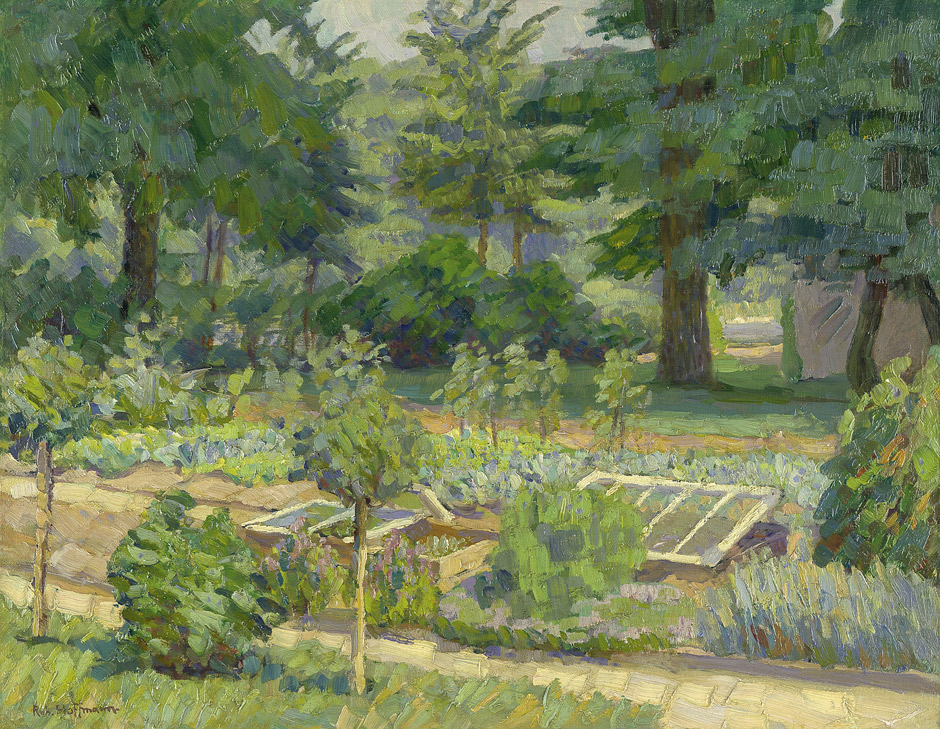
Der Garten des Künstlers in Zehlendorf, um 1910

Hoffmann studierte in den Jahren 1888 bis 1890 an der Großherzoglich Badischen Kunstschule Karlsruhe und von 1891 bis 1894 an der Académie Julian in Paris unter Jules-Joseph Lefebvre, Tony Robert-Fleury und Henri-Lucien Doucet (1856–1895). Er widmete sich der Landschaftsmalerei, bereiste Holland, Italien und Spanien (zusammen mit dem Maler Rudolf Gudden), lebte einen Winter in München und drei Jahre in Gottlieben am Bodensee, zog 1900 nach Kronberg im Taunus (Kronberger Malerkolonie), 1903 nach Frankfurt am Main, 1906 nach Kamp am Rhein, später nach Berlin-Zehlendorf. Zwischen 1899 und 1916 stellte er seine Bilder in Berlin, München, Dresden und in westdeutschen Städten aus. Mit Gudden gründete er in den 1910er Jahren die Künstlersiedlung „Höll“ in Urberg im Schwarzwald.